# SV Markvogels
SV Markvogels is een Nederlandse sportvereniging en een voormalige amateurvoetbalclub uit de Overijsselse plaats Markelo in de gemeente Hof van Twente. De voetbalafdeling fuseerde in 2005 met het naastgelegen Sportclub Markelo.
Sindsdien is SV Markvogels verder gegaan als vereniging voor jeu-de-boules, croquet en sinds 2023 ook darts.